# 알디톡
알디톡(AldiTalk)은 독일, 호주, 네덜란드의 가상 이동 통신망 사업자이다. 메디온모바일, 알디모바일 이라고도 불린다.

## 역사
알디톡은 2005년 12월 7일에 독일에서 개설되었고, 2007년에는 벨기에에서 (2017년에 종료), 2009년에는 네덜란드에서, 2013년 3월에는 호주에서 개설되었다.